# Anapoma polyrabda
Anapoma polyrabda är en fjärilsart som beskrevs av George Francis Hampson 1905. Anapoma polyrabda ingår i släktet Anapoma och familjen nattflyn. Inga underarter finns listade i Catalogue of Life.